# 永島謙二郎
永島謙二郎（ながしま けんじろう，1993年9月23日—）是出身於日本埼玉縣的童星、演員。屬於キャロット的一員。
曾在『フューチャービーンズ～みらい豆』與『ほんとにあった怖い話』等節目與『バーモントカレー』的廣告（與小野伸二共演）演出過。2005年4月開始在「天才兒童MAX」擔任TV戰士演出中。以作為童星的豐富經驗與實力為後盾，在節目裡的各個單元活躍。事務所的前輩是原TV戰士的須田泰大。此外，目前在毎日小學生新聞連載散文「晴れのち晴れ」。

## 個人簡介
- 具有滑雪板，滑雪，田徑，爵士舞，鋼琴，書法等各式各樣的特技。
- 興趣是書法，鋼琴，積木，空想作文
- 得意學科是社會，在考試時從沒低於80分以下。 ※根據他本人所說
- 喜歡吃的食物是水果（覆盆子，葡萄，梨，桃等等 。）,海貝。沒有討厭吃的食物。
- 家庭成員包括有哥哥與姐姐。他是家中排行最小的孩子。
- 寵物是名叫「パトリック」的狗（米格魯獵兔犬）。因他自己想要養而開始養的。
- 在學校屬於田徑部。因此在他「希望見的名人」裡有松野明美。
- 希望的職業是滑雪板運動員，糖果手藝專家，駕駛員，火車（在來線）的司機，糕點師父等等。

## 天才兒童MAX
- 作為新人戰士在自我介紹談話中，說「我其實很喜歡電車。是電車愛好者！」。最喜歡的電車是東武東上線,也表示自己在收集電車的海報。謙二郎如同正統派美少年的端正外表，與一般人聯想到的鐵路愛好者的氣氛差異很大，讓觀眾們吃了一驚。
- 表示「我自豪的就是不到戶外遊玩」,自稱是室內派（在『天TV遊戲區』中）。但事實上曾在おかあさんといっしょ中擔任體操哥哥的佐藤弘道也認同他的運動感很不錯（在2005年度『星期四現場直播』中）。事實上他也在『抹布擦地板比賽』與『竹馬足球』等運動類型的外景單元中，發揮了他本身的能力並留下良好成績。
- 在2005年度天TV連續劇唯一有製作續集的受歡迎連續劇『少年刑警推理君』中演出主角「推理君」,有出色的表現。在連續劇中也表演了冷笑話，開拓了新的一面。在2006年度則主演『尋找夢想的比利』。（與木内江莉一起演出）。飾演與老狗互換身體的主角。
- 從2006年度開始在『紙飛機達陣賽』中作為「ボウソウ・ゴリオッシュ」的一員參賽。運用他高超的身體能力，曾讓隊伍成為壓倒其他隊伍的最強隊伍。
- 在『天TV冒険部』中擔任隊長。雖然當初的行動有些專斷獨行，但漸漸變得能體諒隊友，並發揮領導力積極地給予建議，從中可以看到他的成長歷程。另外在溪流攀登時，作為殿後的部員，留在瀑布的下方幫助了其他部員攀登上去。
- 在2007年1月的『這裡是「週刊優克迪爾」編輯部』中，表示他依照學校課程不同而帶了4種類的鉛筆盒與大量的色筆，因此他也可稱為「色男」。另外也展示了他自己的社會（歴史）的筆記本。裡面的筆記十分詳細且有整理過，乍看之下似乎相當符合出他本人實在的個性，但也有把  「平城京」寫成「平埼きょう」等等寫錯的地方。另外也與伊倉愛美一起以「電卓の魔術(計算機的魔術)」為題，展示先選出一個數字，再搭配計算機按照一定步驟計算後，可以得到固定數字的魔術。
- 在2007年1月的現場直播『快樂星期四』的歌唱大賽中展示歌喉，與蒸氣魔術師的男子戰士們一起熱烈演唱TOKIO的「宙船」。

## 演出

### 電視
- NHK教育「天才兒童MAX」（2005年～演出中）
- NHK教育「宇宙船蘇菲亞號的冒險（天才兒童MAX外傳）」（2005年）
- TBS 『フューチャービーンズ～みらい豆』（2004年10月～2005年4月）
- 富士電視台　『ほんとにあった怖い話』（2004年）
- TBS 『大好き!五つ子』（2004年）
- NHK総合 『体感!実感!ロボットの未来』（2004年）
- TBS 『USO!?ジャパン』（2003年）

### 廣告
- ハウス食品 『バーモントカレー』（2004～2005年）
- ハウス食品 『ハウスバーモント』（2004）
- 新生銀行 『円定期1%』（2004年）
- ボーダフォン（2003年）
- 史克威爾艾尼克斯 『剣神ドラゴンクエスト』（2003年）
- 夏普 『サンビスタ』（2002年）

- 「バーモントカレー」（2004～2005年、ハウス食品）
- 「円定期１％」（2004年、新生銀行）

- 「ボーダフォン」（2003年）
- 「剣神ドラゴンクエスト」（2003年、史克威爾艾尼克斯）
- 「サンビスタ」（2002年、夏普公司）

### 電影
- 「8月のクリスマス」（2005年）

### 宣傳照
- 集英社 『Myojo』（2005年）
- 東芝 企業広告（2004年）
- フェニックス 『スキーウェア』（2003年）
- 東京迪士尼海洋 ポスター（2003年）
- 伊藤洋華堂 チラシ（2003年）
- ニッセン 『なかよし共和国』（2002年）
- 講談社 『ディズニーリゾート物語』（2002年）
- 光文社 『Very』（2002年）
- ベルーナ 『素敵な生活』（2002年）
- ミサワホーム 『アパートメント』（2002年）
- 公文式（2002年）
- 小學館 『小学三年生』（2002年）

### 其他
- 散文 ： 毎日小学生新聞 『謙二郎の晴れのち晴れ』（2006年～連載中）
- PV ： 『友だちへ ～Say What You Will～』（2005年）
- 表演 ： SEIYU（2004年）

## 外部連結
- 官方個人簡介
- キャロット